# Société d'études et de relations publiques
Pour les articles homonymes, voir Serp.
La Société d'études et de relations publiques, également connue sous son acronyme Serp, est une société d’éditions fondée en mars 1963 par Jean-Marie Le Pen, aidé de ses amis Philippe Marçais, Léon Gaultier et Pierre Durand. Gérée par la suite par Marie-Caroline Le Pen, elle est mise en liquidation judiciaire, le 30 mars 2000.

## Historique
En 1963, après sa défaite aux élections législatives, Jean-Marie Le Pen se retrouve sans mandat. Il fonde alors la Société d’études et de relations publiques, une agence de communication, mais peine à attirer des clients. Le succès de l'enregistrement de la plaidoirie de Tixier-Vignancour lors du procès du général Salan lui donne l'idée de transformer sa société en maison d'édition. Il rachète alors le stock à son producteur, Roger Capgras, et se lance dans la production de disques.
La société se spécialise dans la publication d’enregistrements sonores de grands textes historiques, notamment des discours de dirigeants du XXe siècle tels qu'Adolf Hitler, Lénine ou Moshe Dayan. Elle propose également des chants militaires (chants de la Légion étrangère, chœurs de l'Armée rouge, chants israéliens, chants de l’armée allemande) ainsi que des « chants de tradition », comprenant des refrains du Front populaire, des chants de la CGT ou encore ceux d'Action française.

En 1968, la société est condamnée pour « apologie de crime de guerre », après la diffusion d'un disque de chants du IIIe Reich « Hommes et faits du XXe siècle / Le IIIe Reich / I - Voix et chants de la Révolution allemande » reproduisant sur la pochette une photographie du Führer gravissant « triomphalement devant la foule, […] un escalier monumental entre deux haies de membres des S.A. porteurs de bannières à croix gammée », et contenant  au verso un commentaire jugé apologique : 

« La montée vers le pouvoir d'Adolf Hitler et du parti National Socialiste fut caractérisée par un puissant mouvement de masse, somme toute populaire et démocratique, puisqu'il triompha à la suite de consultations électorales régulières, circonstances généralement oubliées. Dans ce phénomène, la propagande oratoire des chefs hitlériens et les chants politiques exprimant une passion collective jouèrent un rôle essentiel. Ce disque en restitue l'esprit à l'aide de documents originaux d'une inestimable valeur historique. »

Le disque est retiré de la vente à la suite de la condamnation, mais il est ultérieurement réédité avec une pochette modifiée et sans le texte incriminé.
Dans les années 1970, la Serp diversifie son catalogue. Elle publie notamment des chants anarchistes interprétés par Les Quatre Barbus, des « chants d’Europe » du Chœur Montjoie-Saint-Denis, ainsi que des chants du Far West interprétés par Pete Seeger.
À partir des années 1980, la société adopte une stratégie de modernisation et élargit son offre à des styles plus grand public. Elle produit des artistes comme Pierre Dudan, Docteur Merlin, Vae Victis et Brixia, tout en intégrant à son catalogue des chants religieux.
La Serp disparaît en l’an 2000, à la suite du départ de sa gérante, Marie-Caroline Le Pen, qui choisit de suivre Bruno Mégret dans sa scission avec le Front national.